# Caproni Tricap

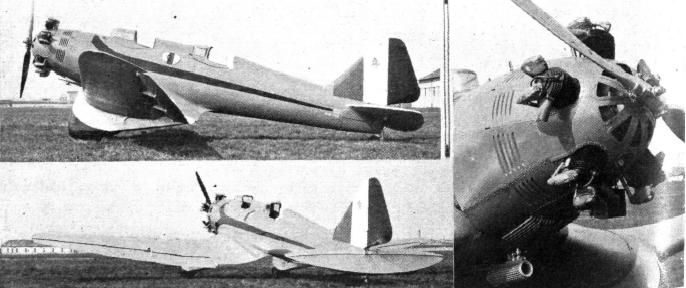
Tre viste del Caproni Tricap

Il Caproni Tricap (Trigona-Caproni) o Caproni Sauro-1 (in inglese: Sorrel), fu un aereo sperimentale biposto, monomotore e monoplano con ali a sbalzo, progettato dall'ingegnere Ercole Trigona e costruito in Italia nel 1933 come aereo da turismo e addestramento dalla Aeronautica Caproni nei propri stabilimenti di Taliedo.

## Storia del progetto
Su progetto dell'ingegnere colonnello Ercole Trigona (citato erroneamente Thompson come Emmanuele) venne costruito dalla ditta Caproni a Taliedo, fece il primo volo dall'aeroporto di Guidonia nel 1933.
Da questo modello prodotto in un unico esemplare vennero successivamente ricavate utili informazioni per un modello militare da costruire successivamente, il cui progetto di produzione in serie venne definitivamente abbandonato nel 1943.

## Tecnica
La caratteristica principale del velivolo era la presenza di ali a sbalzo ad ala di gabbiano rovesciata di grande efficienza, che permettevano alte velocità, ottima manovrabilità e stabilità rispetto agli aeromobili dell'epoca.
Strutturalmente il Tricap era un misto di legno e in acciaio cromato coperto da compensato e tessuto. Sulle ali di compensato vi erano dei cuscinetti nei punti di frizione tra il legno e il metallo. 
Il carrello era fisso con le gambe corte poste nei punti più bassi delle ali così aveva gambe corte e carreggiata larga. Le due ruote avevano ammortizzatori in gomma e freni con un pattino in acciaio all'estremità della fusoliera.
Aveva una fusoliera ovoidale poco rastremata verso la coda; ed era costruito con tubi di acciaio cromato rivestiti in compensato e tessuto. 
I posti per pilota e passeggero erano in tandem con doppi comandi e con la possibilità per entrambi di usare i paracadute, del tipo Salvator; il posto anteriore era sopra l'ala il posteriore appena dietro il suo bordo d'uscita, con una cresta longitudinale, per poggiare testa e spalle, che si estendeva fino alla coda. 
Le superfici di coda erano convenzionali, costruite in acciaio e coperte di alluminio e tessuto, con il piano di coda rastremata fissato a metà fusoliera. Il timone era angolato per consentire un rapido movimento ascensionale.
La propulsione era affidata ad un motore Farina T.58, un radiale a 5 cilindri in grado di erogare una potenza pari a da 130 CV (97 kW), posizionato sul naso del velivolo parzialmente racchiuso da una copertura metallica con funzioni aerodinamiche che lasciava scoperti i cilindri; inizialmente, però, era previsto un Fiat A.53, sempre ad architettura radiale a ma a 7 cilindri. Montava un'elica metallica a passo variabile in duralluminio.
La velocità massima era di 225 km/h (140 mph), con una tangenza di 19 680 m, e una autonomia di 6 ore.
Nonostante le buone prestazioni e i favorevoli collaudi in volo, ne venne costruito un solo esemplare. Alcune caratteristiche del velivolo vennero usate dall'ingegnere Trigona su progetti di aerei da combattimento successivi.

### Pubblicazioni
- Bernardo Sclerandi, Il paracadute Salvator (PDF), in Ali Antiche, n. 105. URL consultato il 19 luglio 2015 (archiviato dall'url originale il 21 luglio 2015).
- The Caproni "Sauro-1", in Flight, XXV, issue 33, 17 agosto 1933.